# The Best of Sugar Ray
A The Best of Sugar Ray, a Sugar Ray amerikai együttes hatodik albuma, amelyet 2005-ben adtak ki.

## Számok
1. "Shot Of Laughter" – 3:42
2. "Answer The Phone" – 3:58
3. "Fly" – 4:53
4. "Someday" – 4:04
5. "Under The Sun" – 3:22
6. "Every Morning" – 3:41
7. "Mean Machine" – 2:42
8. "Falls Apart" – 4:16
9. "Time After Time" – 3:56
10. "Rhyme Stealer" – 2:53
11. "When It's Over" – 3:39
12. "RPM" – 3:22
13. "Is She Really Going Out With Him?" – 3:50
14. "Psychedelic Bee" – 1:54 (írta: Howard Stern)
15. "Chasin' You Around" – 3:38